# Nesta Webster

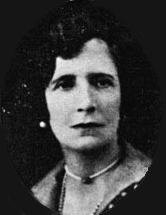
Nesta Webster vid 53 års ålder.

Nesta Helen Webster, född Bevan 24 augusti 1876 i Trent Park, London, död 16 maj 1960, var en brittisk författare och konspirationsteoretiker.
I sina böcker, artiklar och föreläsningar framförde Webster kontroversiella teorier om bland annat Illuminati. Hon menade att det hemliga sällskap som avsåg att omstörta de rådande samhällena bestod av ockultister och att de låg bakom Franska revolutionen, Revolutionerna 1848, Första världskriget och Ryska revolutionen.

## Biografi
Nesta Webster föddes 1876 i Trent Park, ett stately home i London, som yngsta dotter till affärsmannen Robert Cooper Lee Bevan, som var nära vän med kardinalen Henry Edward Manning. Hennes mor Emma Francis Shuttleworth var dotter till Philip Nicholas Shuttleworth, anglikansk biskop i Chichester. Hon utbildade sig vid Westfield College vid University of London och som ung vuxen reste hon runt i världen och besökte Indien, Burma, Singapore och Japan. I Indien träffade hon kapten Arthur Webster, polisinspektör för den brittiska poliskåren i Indien, och de gifte sig i London 1904.

### Franska revolutionen
Tillbaka i England tog hon upp historiska studier och en kritisk granskning av Franska revolutionen, med särskild betoning på teorierna kring ett kullkastande av den franska monarkin genom en konspiration mellan judar och frimurare. I över tre år forskade hon i ämnet, bl.a. genom att gå igenom arkiven i British Museum i London och Bibliothèque nationale de France i Paris. Hennes första bok i ämnet var The Chevalier De Boufflers. A Romance of the French Revolution, en romantisk historia om två franska aristokrater just innan Franska revolutionen, som först gavs ut 1910. Under arbetet med boken fick Webster en déjà vu-upplevelse under en vistelse i Schweiz vintern 1910 vilket fick henne att tro att hon möjligtvis var den av franska revolutionärer halshuggna grevinnan de Sabran reinkarnerad.
1919 gav Webster ut boken The French Revolution: A Study in Democracy där hon hävdade att en hemlig konspiration hade planlagt och utfört Franska revolutionen. Hon hade en bred läsekrets och Winston Churchill, då chef för det brittiska luftministeriet, lovordade henne i sin artikel "Zionism versus Bolshevism: A Struggle for the Soul of the Jewish People" i februari 1920.

### Politiska åsikter
Webster gav även ut böckerna Secret Societies and Subversive Movements, The Need for Fascism in Great Britain och The Origin and Progress of the World Revolution. I sina böcker menade Webster att bolsjevismen var en del av en mycket äldre och hemligare konspiration och beskrev tre möjliga källor för denna konspiration: sionismen, pangermanismen eller "ockultismens makt". Hon menade att hon lutade åt att det mest troliga var att det var sionismen som låg bakom konspirationen. Hon hävdade även att även om Sions vises protokoll var en förfalskning så visar skriften fortfarande på hur judarna beter sig.
Webster blev involverad i ett flertal högerorienterade grupper i Storbritannien, bland annat British Fascists, Anti-Socialist Union, The Link och British Union of Fascists. Hon skrev även för tidningen The Patriot. Webster avfärdade mycket av judeförföljelserna i Nazityskland som överdrift och propaganda.

## Arbeten
- The Chevalier De Boufflers. A Romance of the French Revolution, E.P. Dutton and Company, 1927.
Första upplagan: London, John Murray, 1910. Omtryckt: 1916; 1920; 1924; 1925; E.P. Dutton & Co., New York, 1926.
- Britain's Call to Arms: An Appeal to Our Women, London, Hugh Rees, 1914.
- The Sheep Track. An aspect of London society, London, John Murray, 1914.
- The French Revolution: A Study in Democracy, London, Constable & Co., 1919.[11][12][13][14][15]
- The French Terror and Russian Bolshevism, London, Boswell Printing & Publishing Co., 1920 [?]. OCLC: 22692582.
- World Revolution. The Plot Against Civilization, Small, Maynard & Company, 1921.
Första upplagan: London, Constable & Co., 1921. Omtryckt: Constable, 1922; Chawleigh, The Britons Publishing Co., 1971; Sudbury, Bloomfield Books, 1990[?].
  - The Revolution of 1848, Kessinger Publishing, 2010.
- The Past History of the World Revolution. A Lecture, Woolwich, Royal Artillery Institution, 1921.
- Boche and Bolshevik. Med Kurt Kerlen. En artikelserie från Morning Post of London.
Omtryckt för distribution i USA, New York, Beckwith, 1923. Nyutgåva: Sudbury, Bloomfield Books [1990?]. ISBN 1-4179-7949-6.
- Secret Societies and Subversive Movements, London, Boswell Printing & Publishing Co. London, 1924.
Omtryckt: Boswell, 1928 och 1936; London, The Britons Publishing Co., London, 1955 och 1964; 
Palmdale, Christian Book Club of America och Sudbury, Bloomfield Books, 198[?]; Kessinger Publishing, 2003. ISBN 0-7661-3066-5.[16][17][18]
- The Socialist Network, London, Boswell Printing & Publishing Co., 1926.
Omtryckt: Boswell, 1933; Sudbury, Bloomfield, 1989?; Noontide Press, 2000. ISBN 0-913022-06-3.
- The Need for Fascism in Britain, London, British Fascists, Pamphlet No. 17, 1926.
- The Surrender of an Empire, London, Boswell Printing & Publishing Co., 1931.
Omtryckt: Angriff Press, 1972; Gordon Press Publishers, 1973; Sudbury, Bloomfield Books, 1990?.
- The Origin and Progress of the World Revolution, London, Boswell Printing & Publishing Co., 1932.
- The Secret of the Zodiac, London, Boswell Printing & Publishing Co., 1933. Skrivet under pseudonymet Julian Sterne.
- Germany and England, London, Boswell Publishing Co., 1938.
- Louis XVI and Marie Antoinette before the Revolution, G.P. Putnam's sons, 1938.
Första upplagan: London, Constable & Co., 1936. Omtryckt: Constable, 1937.
- Spacious Days: An Autobiography, London, Hutchinson, 1949 och 1950.
  - Crowded Hours: Part Two of her Autobiography; manuskript som "försvann från hennes förläggares kontor". Outgivet.
- Marie-Antoinette Intime, Paris, La Table ronde, 1981. ISBN 2-7103-0061-3.

### Artiklar
- “Conservatism – A Living Creed,” The Patriot, N°. 1, Vol. I, 9 februari 1922.
- "Danton," The Patriot 2, Nº. 16, 22 maj 1922.
- "Saint Just," The Patriot 2, Nº. 18, 8 juni 1922.
- "A Few Terrorists," The Patriot 2, Nº. 19, 15 juni 1922.
- "The Marquis De Sade," The Patriot 2, Nº. 20, 22 juni 1922.
- “'Beppo' and Bakunin," The Patriot 2, Nº. 22, 6 juli 1922.